# Jo Maas
Pour les articles homonymes, voir Maas.
Jo Maas, né le 6 octobre 1954 à Eijsden, est un coureur cycliste néerlandais. Professionnel de 1979 à 1983, il a remporté une étape du Tour de France. 

## Palmarès

### Palmarès amateur
- 1975
  - 3e du Tour de Liège
- 1977
  - 2e du Tour de Liège
  - 3e de Liège-Nandrin
  - 3e du championnat des Pays-Bas sur route amateurs
- 1978
  - Romsée-Stavelot-Romsée
  - Tour du Hainaut occidental :
    - Classement général
    - 2e (derny) et 4ea (contre-la-montre) étapes

  - 2e du Tour de Suisse orientale
  - 3e du Tour de Rhénanie-Palatinat

### Palmarès professionnel
| - 1979 - 10e étape du Tour de France - 2e de l'Étoile des Espoirs - 3e du Tour de Rhénanie-Palatinat - 5e du Critérium du Dauphiné libéré - 7e du Tour de France - 7e de Bordeaux-Paris - 1980 - 8e de la Flèche wallonne - 9e de Gand-Wevelgem - 9e de l'Amstel Gold Race | - 1981 - 5ea étape du Tour de Belgique (contre-la-montre par équipes) - 9e du Tour de Romandie - 1983 - 3e du Tour d'Andalousie |  |

## Résultats sur les grands tours

### Tour de France
2 participations
- 1979 : 7e, vainqueur de la 10e étape
- 1980 : 19e

### Tour d'Espagne
1 participation
- 1982 : 21e

## Distinctions
- Cycliste espoirs néerlandais de l'année : 1978